# Affaire du Combinatie
 (janvier 2016).
Si vous disposez d'ouvrages ou d'articles de référence ou si vous connaissez des sites web de qualité traitant du thème abordé ici, merci de compléter l'article en donnant les références utiles à sa vérifiabilité et en les liant à la section « Notes et références ».
L'affaire du Combinatie est un acte de piraterie en haute mer qui donna lieu à une vendetta opposant des malfaiteurs du milieu corso-marseillais et faisant plus de vingt victimes sur une durée de vingt ans. Elle eut comme point de départ le détournement du Combinatie, un cargo néerlandais chargé de cigarettes de contrebande.

## L'affaire duCombinatie
Le 3 octobre 1952, le Combinatie quitte Tanger chargé de 2 700 caisses de cigarettes de contrebande. Sa destination officielle est Malte. Il est commandé par Johanes Van Delft et appartient à la société hollandaise Maatchapi voor Transithandele. La cargaison est assurée pour 94 500 dollars. Son propriétaire se trouve à bord : il s'agit de Placido Pedemonte un trafiquant de cigarettes. En réalité, le Combinatie fait la navette entre Tanger et les côtes franco-italiennes où il doit décharger sa cargaison, à l'instar de plusieurs autres bateaux se livrant au même trafic, lequel se double parfois d'une escroquerie à l'assurance. Selon certaines sources, la contrebande en Méditerranée est contrôlée par Jo Renucci, Marcel Francisci et Lucky Luciano à Tanger et Dominique Venturi, Antoine et Barthélemy Guérini à Marseille.
Depuis deux ans, une équipe de malfaiteurs liée aux contrebandiers s'attaque aux bateaux des trafiquants et dérobe la cargaison. Elliott Forest et Sydney Paley, deux Américains secondés par Charles Miranda et une équipe d'hommes de main corses dirigée par Antoine Paolini (parfois orthographié Paoloni), surnommé « Planche », ont déjà détourné à deux reprises la cargaison du cargo Riff-Rock après l'avoir abordé en mer.
Pendant la nuit du 4 octobre, l'Esme, une vedette commandée par Elliott Forrest, accoste le Combinatie au larges des côtes espagnoles. Cagoulés et armés, les hommes de Forrest abordent, neutralisent l'équipage et s'emparent du cargo néerlandais. Ils mettent le cap vers l'île de Riou, au large de Marseille, où les cigarettes doivent être débarquées. Compte tenu de circonstances météorologiques défavorables, les deux bateaux atteignent l'île le 10 octobre. Cependant les douaniers ont repéré les barques qui doivent se charger du transbordement et identifié les marins, membres de la bande de Paolini. Sur les conseils de celui-ci, Forrest choisit de faire route vers la Corse et la baie de Porticcio, où les caisses seront débarquées et cachées. L'équipage du Combinatie est libéré et le bateau rentre à Tanger où Pedemonte dépose plainte. Edward Engelman et Jean Van Delden, deux des pirates de l'Esme sont arrêtés avec plusieurs complices.
Le 24 décembre, le président Wauters, magistrat instructeur du tribunal mixte de Tanger, rend une ordonnance de dessaisissement en faveur du parquet de Marseille, qui enquêtait parallèlement sur les mêmes faits. Les détenus sont transférés à Marseille, où ils sont inculpés d'association de malfaiteurs, de piraterie et de vol qualifié, et écroués à la prison des Baumettes. Le juge Jacques Batigne est chargé de l'instruction. Celle-ci dure quatre ans. Le 3 février 1956 l'affaire est jugée devant le tribunal correctionnel de Marseille.  
Le jugement est rendu le 15 février. Le tribunal reconnaît qu'il y a bien eu vol de cargaison à bord du Combinatie, mais se déclare incompétent pour en juger. En revanche il retient le délit douanier concernant l'importation frauduleuse de cigarettes américaines de contrebande sur le territoire français, et condamne les dix-huit inculpés présents à des peines de prison allant de  un mois à trois ans. Elliott Forrest est condamné à trois ans de prison, Jean Van Delden à deux ans. Treize autres peines de prison sont infligées par défaut notamment à Sydney Paley et Miranda, lieutenants d'Elliott Forrest. Dominique Venturi est condamné à quatre mois de prison. Marcel Francisci bénéficie d'un non lieu. Antoine Paolini, qui a effectué deux mois de détention préventive, est décédé entretemps, ainsi que Dominique Muzziotti ; tous deux ont été victimes de la guerre des clans consécutive à l'affaire.

## La guerre duCombinatie
Les origines de la guerre des clans sont incertaines,. Il semble que le détournement d'une partie du stock de cigarettes entreposé en Corse ait eu lieu pendant l'incarcération de Paolini, sans qu'il soit possible d'identifier les responsables. Selon Marie-Christine Guérini, c'est Paolini qui a détourné à son profit une partie de la cargaison, suscitant l'irritation des frères Guérini. Paolini est confronté à une scission au sein de son équipe, dont une fraction se rallie à ses adversaires, liés selon certaines sources à Dominique Venturi. 
Le premier mort lié à la guerre des gangs semble être Jean-Laurent Bartoli, abattu dans le quartier du Panier par des complices de Paolini le 4 décembre 1954. Jean Colonna, maire de Pila-Canale et personnalité respectée en Corse, propose une médiation. Détenteur d'intérêts dans des restaurants et des établissements de nuit à Montmartre, Colonna est réputé être l'ami de Dominique Venturi. Paolini le rencontre à Ajaccio le 17 février 1955 mais la discussion tourne court. Alors qu'il regagne son hôtel, Colonna est agressé par trois hommes et grièvement blessé aux jambes par une rafale d'arme automatique. Il devra être amputé.
Le 12 mars à Marseille, dans le quartier du Panier, Antoine Paolini essuie plusieurs coups de feu au volant de son véhicule. Il est gravement blessé. Le propriétaire du véhicule d'où ont été tirés les coups de feu est identifié : il s'agit de Dominique Venturi. Il est cependant mis hors de cause. Le lendemain, Jean-Louis Tristani, cousin de Paolini est abattu en Corse.
Le 16 avril 1955, Jules Renucci, cousin des Francisci et présenté comme membre du "groupe Colonna"  est pris pour cible à Marseille. Le 11 juin 1955, un ami de Paolini nommé Jacques Oliva est tué. 
Le 18 juillet 1955, Jacques, le frère de Jean Colonna est abattu à Ajaccio sous les yeux de son fils Jean-Jérôme, par trois tueurs déguisés en touristes qui s'enfuient dans une Matford. Selon Roger Colombani, les tueurs sont les hommes de main de Paolini : Marius dit « Meû » Salvati et Alexandre « Sandre » Bustico, sans doute accompagnés par Paolini lui-même. Jean-Jérôme Colonna restera très marqué par cet assassinat et consacrera une partie de sa vie à venger son père.
Le 24 juillet, Jean Faby, suspecté d'être un ami de Paolini est abattu sur une route proche d'Ajaccio. Le 27 août, François Cassegrain, cafetier et ami de Paolini, tombe sous les balles à la terrasse de son bar Le Sporting, sur le cours Napoléon d'Ajaccio. Le 6 septembre, les frères de François, Jean et Philippe et leur cousin Pierre Coti sont abattus par l'assassin de leur frère, qu'ils avaient identifié et repéré.
La position d'Antoine Paolini devient difficile. Il quitte la Corse pour revenir à Marseille. Ses adversaires approchent Alexandre Bustico et Meû Salvati et les contraignent à tuer Paolini contre l'assurance d'avoir la vie sauve. Le 4 novembre 1955, alors qu'il se trouve dans le quartier du Panier, Antoine Paoloni est entraîné le long du cimetière Saint-Julien par ses deux lieutenants, qui l'exécutent. La guerre des clans n'est pas terminée : le 31 décembre, l'un de ses proches, Dominique Muzziotti, est tué de cinq balles dans un bar du Panier. Son frère « Zé » cherche à le venger et identifie son assassin : Jean Susini. Le 19 février 1956, une fusillade a lieu place de l'Opéra à Marseille. Hyacinthe Quilichini, un ami de Susini est tué ; son frère et les deux frères Susini sont blessés. Jean Susini sera abattu le 16 décembre 1970 dans un bar de Marseille. 
La vendetta se poursuit le 7 août 1956 avec l'exécution de Dominique Laorenzi, un ami de Paolini. Le 7 octobre 1957, Marcel di Pasquale, un ami de Susini est enlevé et assassiné non loin d'Arles. Il y aura d'autres victimes : Roger Colombani cite Paul Avazeri, Paul Castelli, Laurent Belgodere... Le dernier à être abattu sera Meu Salvati, le 12 mars 1972, l'un des hommes soupçonné d'avoir fait partie du commando ayant abattu Jacques Colonna, dix-sept ans auparavant. Trois individus le mitraillent alors qu'il promène son chien rue des Petites-Ecuelles à Marseille. Le 22 mars 1958, Alexandre Bustico a été tué par la police à l'issue d'un cambriolage. 
La vendetta du Combinatie apparaît comme un acte structurant du puissant milieu corse en plaçant ses vainqueurs, les Venturi, les Francisci et les Guérini, au centre du banditisme marseillais et parisien.  

## Dans la culture
- Les Hommes, film de Daniel Vigne (1973) est inspiré de l'affaire, avec Michel Constantin et Marcel Bozzuffi dans les rôles principaux.
- Les loups de Tanger , roman de Jacques de Saint-Victor (Calmann Lévy)